# Solange Sanfourche
Solange Sanfourche (Carsac-Aillac, 18 de juliol de 1922-Sarlat-la-Canéda 12 de juny de 2013), va ser una lluitadora de la resistència francesa durant la Segona Guerra Mundial.
Es va casar a Périgueux l'any 1945 amb Édouard Valéry, cap departamental del moviment de resistència durant la Segona Guerra Mundial. Va ser coneguda amb el sobrenom de Casa-Claude, va actuar com a secretària mecanògrafa i oficial d'enllaç. La família Sanfourche havia allotjat i amagat durant l'ocupació desenes de combatents clandestins a Périgueux que eren buscats per la Gestapo o per la Milícia Francesa.